# Grand Fauconnier de France

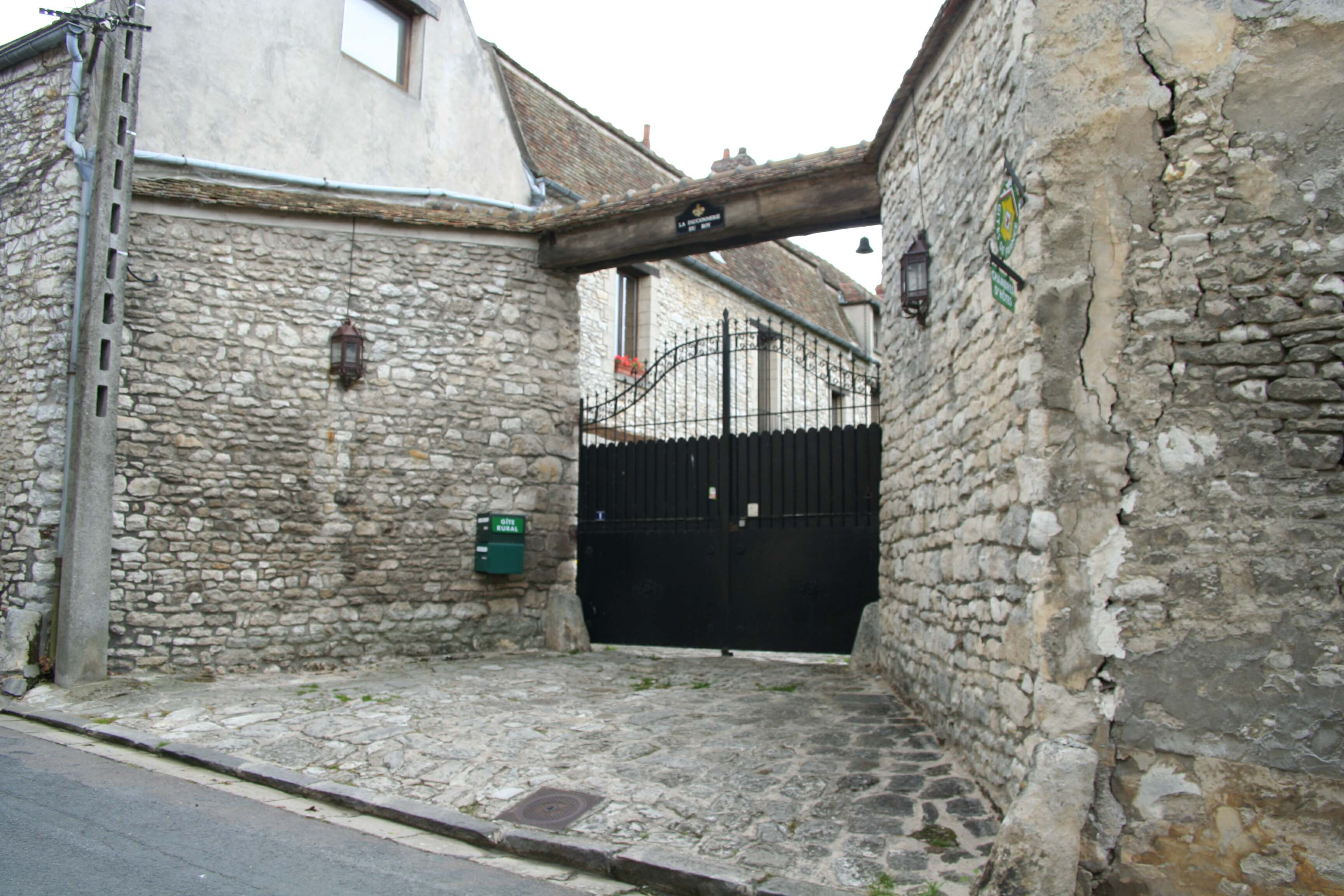
Fauconnerie du Roy i Montainville, Yvelines.

Le Grand Fauconnier de France (Det franska rikets storfalkenerare) var ett ämbetete inom inom det franska kungliga hushållet.
Le Grand Fauconnier de France ansvarade för falkeneringen och tillsammans med Le Grand veneur de France (storjägmästaren) och Le grand louvetier de France (storvargjägaren) för de kungliga jakterna.

## Ämbetsinnehavare
- c.1250: Jean de Beaune
- c.1274: Étienne Granché
- Simon de Champdivers
- c.1313: Pierre de Montguignard
- c.1325: Pierre de Neuvy
- c.1317: Jean Candavenes
- c.1338: Philippe Danvin
- c.1351: Jean de Serens
- c.1354: Jean de Pisseleu
- c.1367: Eustache de Chisy
- c.1371: Nicolas Thomas
- c.1372: André d'Humières
- 1381:   Enguerrand Dargies
- 1385: Enguerrand de Laigny
- 1394: Jean de Sorvilliers
- 1406: Eustache de Gaucourt

Ornament som Le Grand Fauconnier de France hade rätt att infoga till sitt vapen

Charles d'Alberts vapen.

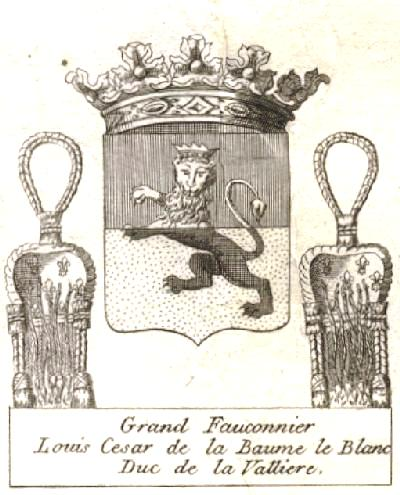

- 1415: Jean V Malet de Granville et de Montagu († efter 1441)
- 1416: Nicolas de Bruneval
- 1418: Guillaume Després
- 1428: Jean de Lubin
- 1429: Philippe de La Châtre
- c.1441: Arnoulet de Caves
- 1455: Georges de La Châtre
- 1468: Olivier Salart, seigneur de Bonnel
- c.1480: Jacques Odart, seigneur de Cursay
- c.1514: Raoul Vernon, seigneur de Montreuil-Bonin
- c.1521: René de Cossé, seigneur de Brissac
- c.1549: Louis Prévost de Sansac
- c.1550: Charles I de Cossé, comte de Brissac
- c.1563: Timoléon de Cossé, comte de Brissac
- 1569: Charles II de Cossé,
- Robert de La Vieuville, baron de Rugles et d'Arzillières
- 1610: Charles de La Vieuville
- 1612: André de Vivonne, seigneur de la Béraudière
- Nicolas de La Rochefoucauld
- 1616: Charles d'Albert de Luynes (1578-1621), duc de Luynes
- 1622: Claude de Lorraine (1578-1657), prince de Joinville, duc de Chevreuse
- 1643: Louis Charles d'Albert de Luynes (1620-1699), duc de Luynes, duc de Chevreuse
- 1650: Nicolas Dauvet, baron de Boursault
- 1672: Henry François Dauvet, marquis de Saint-Phalle († 1688)
- 1688: François Dauvet, baron de Boursault († 1718)
- 1717: François Louis Dauvet, baron de Boursault
- 1748: Louis César de La Baume Le Blanc, duc de La Vallière (1708-1780)
- 1762: Louis Gaucher de Châtillon (1737-1762)
- 1780: Joseph Hyacinthe François de Paule de Rigaud, Comte de Vaudreuil (1740-1817)